# Andrija Šimić
Andrija Šimić (* 1833 in Alagovac, zu Ružići, Grude, Paschalik Herzegowina, Osmanisches Reich; † 5. Februar 1905 in Runovići bei Imotski, Königreich Dalmatien, Österreich-Ungarn), wegen seiner kleinen Statur Andrijica (kleiner Andreas) genannt, war ein Heiducke in Bosnien und Herzegowina. Šimić gilt bei den Kroaten in der Herzegowina und der angrenzenden Gegend um Imotski (Imotska krajina) als letzter kroatischer Heiducke und Held des Freiheitskampfes gegen die osmanische Herrschaft. Das Leben dieses „kroatischen Robin Hood“ dient bis in die Gegenwart kroatischen Schriftstellern und Dichtern als Vorlage für ihre Werke.

## Leben und Wirken
Andrija Šimić wurde in eine sehr arme Familie in der westlichen Herzegowina geboren, das damals Teil des Osmanischen Reiches war. Šimić wurde zum gesetzlosen Heiduck, nachdem der osmanische Steuereintreiber seinen Vater verhaftete und der Kadi, bei dem er um Hilfe ersuchte, auch ihn verhaften ließ. Sein räuberisches Heiduckentum übte er überwiegend in der Gegend von Imotski und der Vrlika aus. Sein Rückzugsgebiet war das Gebirge Kamešnica, wo man noch heute die von ihm genutzte Höhle sehen kann. Manchmal weitete er sein Aktionsgebiet bis nach Kupres, Glamoč, Tomislavgrad, Mostar oder sogar Sarajevo und Travnik aus.
Als Šimić um 1870 von Vran, Čvrsnica und anderen herzegowinischen Bergen aus, ungehindert die Osmanen attackierte, begannen die Muslime ihm übermenschliche Kräfte zuzuschreiben. So beraubte er nicht nur die reichen osmanischen Begs, sondern auch wohlhabende Katholiken. Einerseits tötete er manchmal, andererseits rettete er 1869 unter großem eigenen Risiko dem reichen Derwisch-Beg Kopčić das Leben, als dieser von Šimićs Männern überfallen wurde. Beg Kopčić bezeugte dies später bei dem Gerichtsprozess gegen Šimić in Split. Der Beg gehörte der Familie Kopčić mit Herrschaft über Tomislavgrad (früher Duvno) an, die rund zweihundert Jahre zuvor auch mit dem Heiducken Mijat Tomić zu tun hatte. Die Familie unterhielt mittlerweile gute Kontakte zu den Franziskanern und Priestern und ermöglichte diesen auch die Seelsorge der katholischen Bevölkerung in abgelegenen Gebieten.

Nachdem ein Kopfgeld auf Šimić ausgesetzt worden war, wurde er im Frühjahr 1878 gefangen genommen. Im gleichen Jahr kam Bosnien und Herzegowina aufgrund der Vereinbarungen des Berliner Kongresses unter die Verwaltung Österreich-Ungarns, verblieb aber formell völkerrechtlich beim Osmanischen Reich. Šimić wurde unter österreichisch-ungarischen Verwaltung zu einer lebenslangen Haft verurteilt und in Koper (heute Slowenien) eingekerkert. Nach einigen Gnadengesuchen wurde Šimić im Jahr 1901 begnadigt und aus österreich-ungarischer Haft entlassen. Unter anderem hatte sich der Bischof von Mostar, Paškal Buconjić, für seine Entlassung eingesetzt, indem er darauf hinwies, dass Šimić aus purer Not zum Heiduck wurde. Seine Entlassung und die Rückkehr in seine Heimat erregte großes Interesse bei der Bevölkerung. Šimić posierte bewaffnet in der Kleidung eines Harambaša, besuchte die früheren Orte seiner Aktionen und erzählte seine Lebensgeschichte in Gaststätten. In einem Interview nach seiner Entlassung sagte Šimić: 

„Ich war ein Sünder, aber nie ein Gesetzloser. Ich habe den Armen keinen Kummer gemacht. Ich half den Bettlern, und ich habe immer die weibliche Ehre respektiert […] Ich nahm von denen die hatten, und gab denen die nicht hatten.“

Wenige Jahre später verstarb Šimić im Jahr 1905 in Runovići bei Imotski. Sein Grab befindet sich auf dem örtlichen Friedhof.

## Nachleben
Bereits zwanzig Jahre nach Šimićs Tod stellte der Schriftsteller und Zagreber Vizebürgermeister Milutin Mayer (1874–1958) anlässlich eines Besuches in Tomislavgrad im Jahr 1924 fest, dass seine Zeitgenossen in Šimić den „Erben“ des Heiducken Mijat Tomić sahen, da er die christliche Raja vor der Gewalt der Osmanen geschützt und die türkischen Tyrannen erbarmungslos geschlagen habe.
Nach Šimić sind heute Straßen in Imotski, Knin und Tomislavgrad benannt. An dem Ort in Imotski, an dem Šimić krank aufgefunden wurde, ist eine Gedenktafel angebracht.
Am 22. Mai 2008 gab die Kroatische Post Mostar einen Briefmarkenblock mit dem Titel Andrija Šimić i hajdučka trava (Andrija Šimić und das Heiduckengras) für den Postverkehr von Bosnien und Herzegowina aus. Auf der Briefmarke ist die Gemeine Schafgarbe (sogenanntes Heiduckengras) abgebildet, während der Block Andrija Šimić mit einer Steinschlosspistole im Anschlag zeigt.